# One Hour in Wonderland
One Hour in Wonderland est une émission de télévision spéciale de Walt Disney Productions réalisée pour NBC et diffusée le jour de Noël 1950.

## Synopsis
À la demande de NBC, Disney produit une émission télévisée spéciale pour Noël 1950 nommée One Hour in Wonderland qui reprend le principe Mickey et le Haricot magique de Coquin de printemps (1947) présentée par Edgar Bergen et ses marionnettes Mortimer Snerd et Charlie McCarthy. L'émission se présente comme une fête aux studios Disney durant laquelle les enfants découvrent des extraits des productions en cours dont Alice au pays des merveilles. L'émission sponsorisée par la Coca-Cola Company a couté 125 000 USD et a permis de diffuser des extraits de Blanche-Neige et les Sept Nains, de Mélodie du Sud quelques courts métrages de Donald Duck, Pluto et Mickey Mouse, un morceau de jazz interprété par le groupe d'animateurs Firehouse Five Plus Two et une mise en bouche de 5 minutes d'Alice.
Les extraits d'Alice contiennent quelques séquences d'animation et des enregistrements de Kathryn Beaumont jouant Alice. Selon un commentateur, le fait d'avoir annoncé à la télévision la sortie du film avec des extraits aurait généré à lui seul un million des revenus en salles du film.

## Fiche technique
- Titre : One Hour in Wonderland
- Date de diffusion : Samedi 25 décembre 1950
- Durée : 59 min
- Public : Tout public
- Chaine : National Broadcasting Company
- Société de production : Walt Disney Productions
- Réalisateur : Robert Florey assisté de Joe Lefert
- Scénariste : Bill Walsh
- Musique : Paul J. Smith
- Image : Lucien N. Andriot
- Montage : Richard W. Farrell
- Décorateur de plateau : Ernst Fegté
- Technicien du son : C.O. Slyfield
- Effets Visuels : Ub Iwerks

## Distribution
- Walt Disney : Présentateur
- Kathryn Beaumont : Coprésentateur, voix d'Alice
- Edgar Bergen : Lui-même et ses poupées de ventriloque Charlie McCarthy et Mortimer Snerd
- Hans Conried : Voix du Miroir Magique
- Diane Disney : Elle-même
- Sharon Disney : Elle-même
- Bobby Driscoll : Lui-même
- le groupe Firehouse Five Plus Two : Danny Alguirre, Harper Goff, Ward Kimball, Clarke Mallery, Monte Mountjoy, Erdman Penner, Frank Thomas

## Commentaires
Cette émission marque la première production de la société Walt Disney au domaine de la télévision. Elle préfigure aussi la série d'émissions Disneyland/Le Monde merveilleux de Disney.
Elle est aussi une forme par la suite décriée de convergence du divertissement et de la publicité.